# Championnat de Suisse de hockey sur glace 1933-1934
Saison précédente Saison suivante
La saison 1933-1934 est la 25e saison du championnat de Suisse de hockey sur glace.

## Championnat national

### Qualifications Est
| Clt   | Équipe          | PJ | V | D | N | BP | BC | Diff | Pts |
| ----- | --------------- | -- | - | - | - | -- | -- | ---- | --- |
| +001, | HC Davos (T)    | 4  | 4 | 0 | 0 | 27 | 4  | +23  | 8   |
| +002, | HC Saint-Moritz | 4  | 2 | 2 | 0 | 17 | 21 | -4   | 4   |
| +003, | HC Arosa        | 4  | 0 | 4 | 0 | 6  | 25 | -19  | 0   |

- En gras : qualifié pour la ronde finale

### Qualifications Centre
| Clt   | Équipe                  | PJ | V | D | N | BP | BC | Diff | Pts |
| ----- | ----------------------- | -- | - | - | - | -- | -- | ---- | --- |
| +001, | Zürcher SC              | 4  | 3 | 1 | 0 | 9  | 3  | +6   | 6   |
| +002, | Grasshopper Club Zurich | 4  | 3 | 1 | 0 | 13 | 5  | +8   | 6   |
| +003, | Akademischer EHC Zürich | 4  | 0 | 4 | 0 | 5  | 19 | -14  | 0   |

- En gras : qualifié pour la ronde finale

Le Zürcher SC se qualifie à la différence de buts dans ses confrontations directes avec le Grasshopper Club Zurich (2-0 et 0-1).

### Qualifications Ouest
| Clt   | Équipe           | PJ | V | D | N | BP | BC | Diff | Pts |
| ----- | ---------------- | -- | - | - | - | -- | -- | ---- | --- |
| +001, | HC Château-d'Œx  | 6  | 6 | 0 | 0 | 25 | 3  | +22  | 12  |
| +002, | CP Berne         | 6  | 4 | 2 | 0 | 29 | 11 | +18  | 8   |
| +003, | Star Lausanne HC | 6  | 2 | 4 | 0 | 13 | 30 | -17  | 4   |
| +004, | Lycée Jaccard    | 6  | 0 | 6 | 0 | 5  | 28 | -23  | 0   |

- En gras : qualifié pour la ronde finale

### Ronde finale
| Clt   | Équipe          | PJ | V | D | N | BP | BC | Diff | Pts |
| ----- | --------------- | -- | - | - | - | -- | -- | ---- | --- |
| +001, | HC Davos (T)    | 2  | 2 | 0 | 0 | 8  | 0  | +8   | 4   |
| +002, | Zürcher SC      | 2  | 1 | 1 | 0 | 4  | 3  | +1   | 2   |
| +003, | HC Château-d'Œx | 2  | 0 | 2 | 0 | 0  | 9  | -9   | 0   |

- En gras : champion de Suisse

Davos remporte le 8e titre de son histoire, le 6e consécutivement.